# Transitivitätsannahme
In der Mikroökonomie ist die Transitivitätsannahme (Übertragbarkeitsannahme) eine meist in Bezug auf die Präferenzen von Wirtschaftssubjekten postulierte Annahme, wonach (vereinfacht) ein Privathaushalt, der die Alternative A einer Alternative B vorzieht und B wiederum der Alternative C vorzieht, auch A gegenüber C vorziehen muss. Grundsätzlich lässt sich die Annahme aber auf beliebige binäre Relationen anwenden, sodass sie auch in anderen Zusammenhängen der mikroökonomischen Theorie eingesetzt werden kann.
Formal: Seien {\displaystyle x,y,z} drei Alternativen und sei {\displaystyle R} die Präferenz-Indifferenz-Relation („ist gleich gut wie oder besser als“). Dann muss gelten:
{\displaystyle \forall x,y,z\in X:xRy\wedge yRz\implies xRz}
Transitivität ist eine notwendige Voraussetzung dafür, dass die Präferenzen eines Akteurs mittels einer repräsentierenden Nutzenfunktion dargestellt werden können. Siehe hierzu den Artikel Präferenzrelation. Graphisch stellt die Transitivitätsannahme sicher, dass sich Indifferenzkurven nie schneiden können.